# Франк Уилям Таусиг
Франк Уилям Таусиг (на английски: Frank William Taussig) е американски икономист.

## Биография
Роден е на 28 декември 1859 година в Сейнт Луис в семейството на известен местен предприемач от австрийски произход. През 1879 година завършва Харвардския университет, където през 1886 година получава и диплома по право, а междувременно работи като секретар на неговия президент Чарлз Уилям Елиът.
От 1886 година преподава икономика в Харвардския университет. Работи върху теорията на международната търговия, като заема протекционистки позиции, привърженик е на евгениката.
Умира на 11 ноември 1940 година в Кеймбридж.